# 吉卜兰·巴西勒

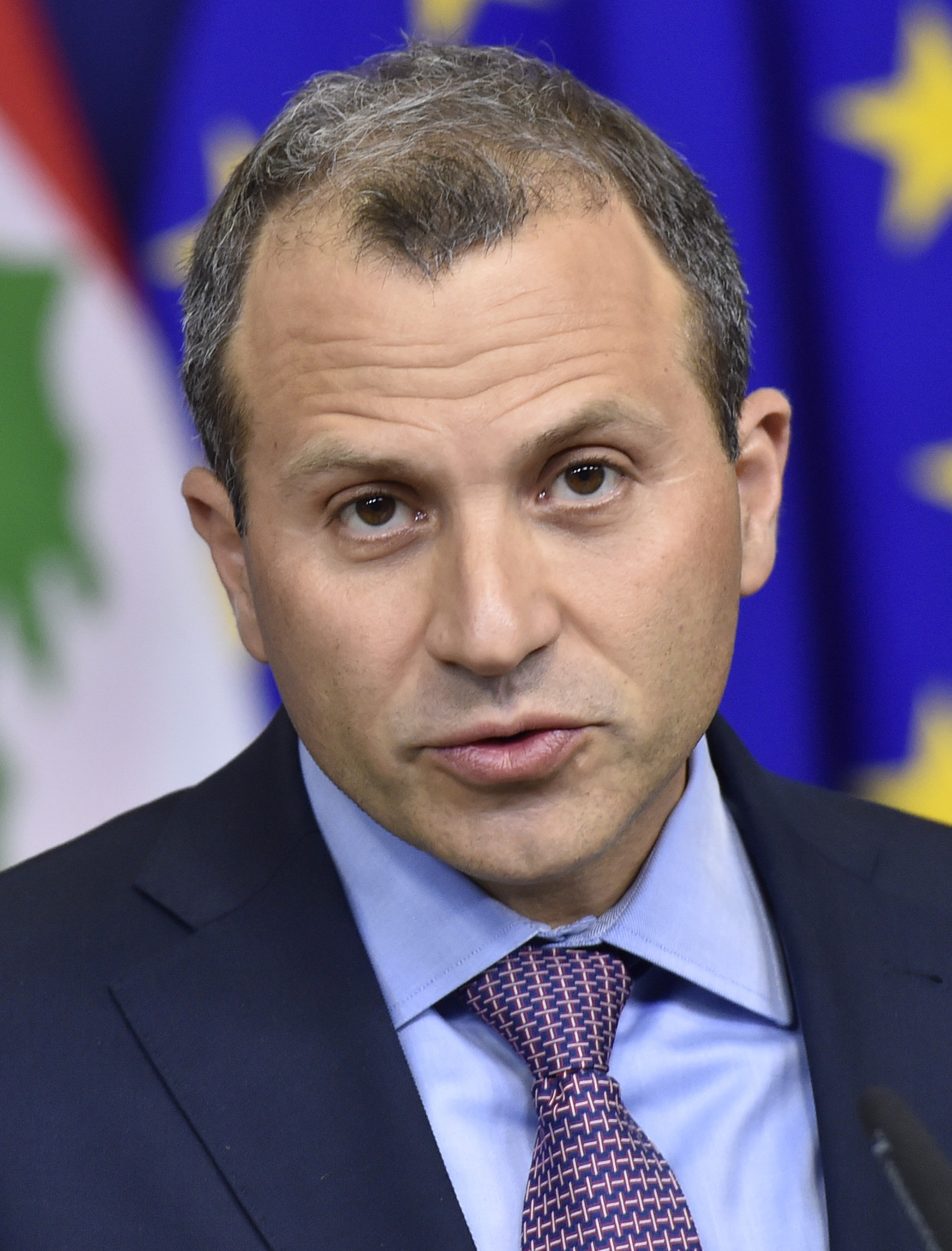
吉卜兰·巴西勒

吉卜兰·巴西勒（阿拉伯语：جبران جرجي باسيل；1970年6月21日—；又译纪伯伦·巴西勒）是黎巴嫩政治人物。他是马龙派基督徒，也是黎巴嫩总统米歇尔·奥恩的女婿。 2019年—2020年黎巴嫩抗議期間，吉卜兰·巴西勒就是黎巴嫩人民的抗議對象。他還因全球馬格尼茨基人權問責而受到美国的制裁。